# Medisch Interfacultair Congres
Het Medisch Interfacultair Congres (MIC) is een jaarlijks terugkerend landelijk congres voor medische studenten in Nederland. Gemiddeld zijn hierbij zo'n 500 studenten in de medische en biomedische wetenschappen, coassistenten en andere geïnteresseerden aanwezig.
Het MIC is in 1989 ontstaan op initiatief van de Landelijke Organisatie voor Geneeskundige Studenten Organisaties (LOGSO). Na het eerste congres dat in Nieuwegein plaatsvond met als onderwerp transplantatie, bleek er grote belangstelling te bestaan voor een interfacultair congres dat speciaal was gericht op studenten in de geneeskunde. Inmiddels zijn er 19 congressen georganiseerd door medische studenten. De thema's waren onder andere “Ontwikkelingen in de oncologie”, “Genetica een kernzaak”, “Acute geneeskunde”, “Forensische geneeskunde” en “Tropengeneeskunde”.
De primaire doelstelling van de Stichting Medisch Interfacultair Congres is het bespreken van onderwerpen die in het curriculum van de geneeskundestudent wat onderbelicht blijven. Naast de overdracht van kennis beoogt de Stichting MIC ook de discussie tussen geneeskundestudenten te stimuleren.
Het congres wordt doorgaans verdeeld in een aantal plenaire sessies en workshops die worden gegeven door bekende artsen en professoren. Na het congres is er doorgaans een cabaretvoorstelling die is gebaseerd op het onderwerp van het congres. Nadien nemen de congresgangers, meestal op een andere locatie, deel aan een diner gevolgd door een studentenfeest.
Het bestuur van MIC bestaat uit studenten van alle acht medische faculteiten in Nederland: namelijk Nijmegen, Groningen, Maastricht, Utrecht, Rotterdam, tweemaal Amsterdam en Leiden.